# Paul Bostaph

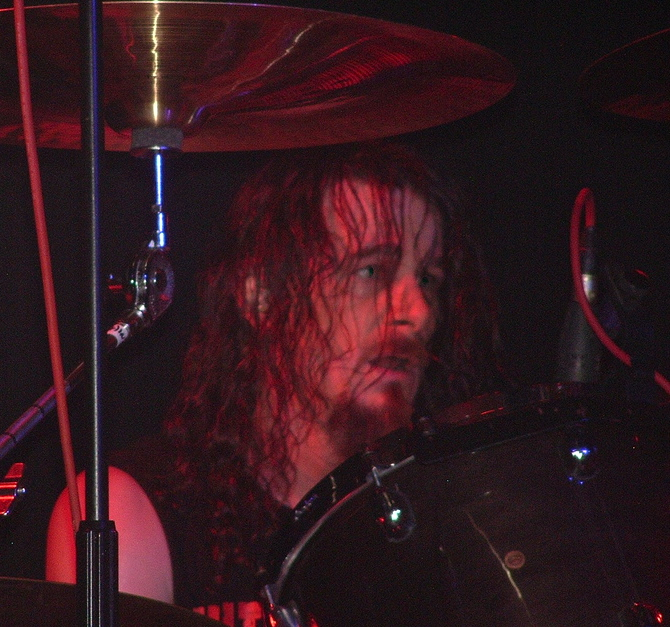
Paul Bostaph in 2006

Paul Steven Bostaph (San Francisco, Californië, 6 maart 1964) is een rockmuzikant. Hij heeft voor verschillende bands gespeeld. Sommige fans en musici verwijzen naar Bostaph als de 'menselijke drummachine', wat een verwijzing vormt naar zijn snelle en technisch strakke speelstijl.
Bostaph was drummer van Forbidden (origineel bekend als Forbidden Evil), Exodus en Systematic. Hij keerde in 2013 terug bij Slayer tot de band opgeheven werd in 2019, waarin hij ook (regelmatig) van 1992 tot en met 2001 speelde.

## Biografie
Forbidden (1985-1992)
- Forbidden Evil 1988
- Twisted into Form 1990

Slayer (1992-2001)
- Divine Intervention 1994
- Undisputed Attitude 1995
- Diabolus in Musica 1998
- God Hates Us All 2001

Systematic (2002-2004)
- Pleasure to Burn 2003

Exodus (2005-2007)
- Shovel Headed Kill Machine 2005

Testament (2007-2011)
- The Formation of Damnation 2007

Slayer (2013-heden)
- Repentless 2015

- International Standard Name Identifier: 0000 0000 5801 2590
- MusicBrainz: bf95a1f9-9252-4d59-83d5-9048f36f2952
- Nationale Bibliotheek van Tsjechië: xx0087659
- Virtual International Authority File: 85883185